# Zaragoza Football Club 1942-1943
Questa voce raccoglie le informazioni riguardanti il Zaragoza Football Club nelle competizioni ufficiali della stagione 1942-1943

## Stagione
La squadra aragonese, promossa in Primera División nella stagione precedente, retrocesse subito classificandosi al penultimo posto in classifica, davanti al Betis Siviglia, con 13 punti.
In Coppa del Generalísimo, il Saragozza eliminò il Deportivo Alavés al primo turno, ma venne eliminato dal Valencia agli ottavi di finale: dopo aver perso 4-2 in casa fu inutile la vittoria per 1-0 in trasferta (con gol di Conrado Matamala).

## Rosa
| N. |                   | Ruolo | Calciatore                |
| -- | ----------------- | ----- | ------------------------- |
|    | Spagna (bandiera) | P     | José Valero               |
|    | Spagna (bandiera) | P     | Guillermo Rodríguez Gómez |
|    | Spagna (bandiera) | P     | Andrés Lerín              |
|    | Spagna (bandiera) | D     | Julio Uriarte             |
|    | Spagna (bandiera) | D     | Benito Pérez              |
|    | Spagna (bandiera) | D     | Ramón Sicart              |
|    | Spagna (bandiera) | D     | Jesús Rey                 |
|    | Spagna (bandiera) | D     | Llorenç Caritg            |
|    | Spagna (bandiera) | C     | Gregorio Amestoy          |
|    | Spagna (bandiera) | C     | Víctor Bueno              |
|    | Spagna (bandiera) | C     | Antonio Sabadell Querol   |
|    | Spagna (bandiera) | C     | Enrique Soladrero         |
|    | Spagna (bandiera) | C     | Martín Vicente Castillo   |

| N. |                   | Ruolo | Calciatore          |
| -- | ----------------- | ----- | ------------------- |
|    | Spagna (bandiera) | C     | Conrado Matamala    |
|    | Spagna (bandiera) | c     | Ángel Vallés        |
|    | Spagna (bandiera) | C     | Guillermo Segarra   |
|    | Spagna (bandiera) | A     | Cecilio Aldana      |
|    | Spagna (bandiera) | A     | Julio Gonzalvo      |
|    | Spagna (bandiera) | A     | Juan Ruiz Cambra    |
|    | Spagna (bandiera) | A     | Pio Echeverria      |
|    | Spagna (bandiera) | A     | José Viela          |
|    | Spagna (bandiera) | A     | José Sauer          |
|    | Spagna (bandiera) | A     | Antonio Narro       |
|    | Spagna (bandiera) | A     | Vicente Martínez    |
|    | Spagna (bandiera) | A     | Juan Zapata Sánchez |